# Аланг

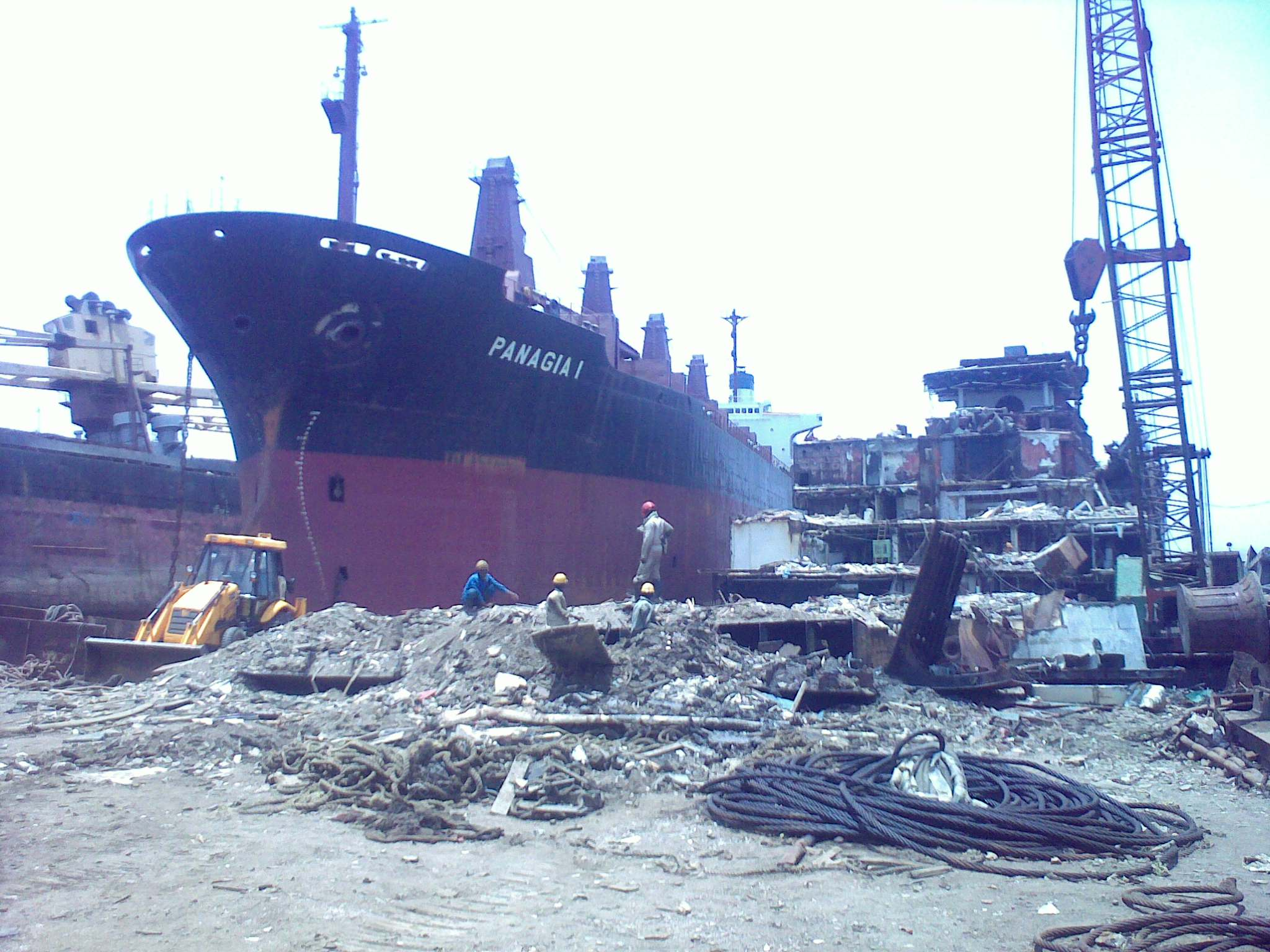
Разборка корабля в Аланге

Аланг — город в районе Бхавнагар в индийском штате Гуджарат. За последние три десятилетия[когда?] его пляжи стали крупным мировым центром по утилизации кораблей. В частности, здесь в декабре 2009 года был утилизирован самый длинный из когда-либо построенных кораблей, Knock Nevis.

## Морская спасательная промышленность
На берегу в Аланге разбирают примерно половину всех списанных судов в мире. Здесь находится самое большое в мире кладбище кораблей. Места для разборки расположены в Камбейском заливе, на расстоянии 50 километров (31 миль) к юго-востоку от Бхавнагара. Первый корабль, «Kota Tenjong», был посажен на берег в Аланге 13 февраля 1983 года.
Процесс разборки кораблей начинается с посадки их на берег. В залив приводят списанные суда: супертанкеры, автомобильные паромы, контейнеровозы и океанские лайнеры (число которых в мире стабильно сокращается). Во время высокого прилива их подводят очень близко к берегу, и когда море отступает, корабли оказываются погружёнными в песок пляжа. Тогда к ним выходят сотни рабочих и начинают демонтаж каждого корабля. В ходе демонтажа с корабля снимается всё, что можно продать, а корпус разрезается на металлолом.
Условия работы и жизни рабочих в Аланге, а также его воздействие на окружающую среду вызывают постоянные претензии. Так, например, при разборке с рабочими происходит множество серьезных травм, однако ближайшая больница где пострадавшим могут оказать помощь находится далеко от верфей, в Бхавангаре.

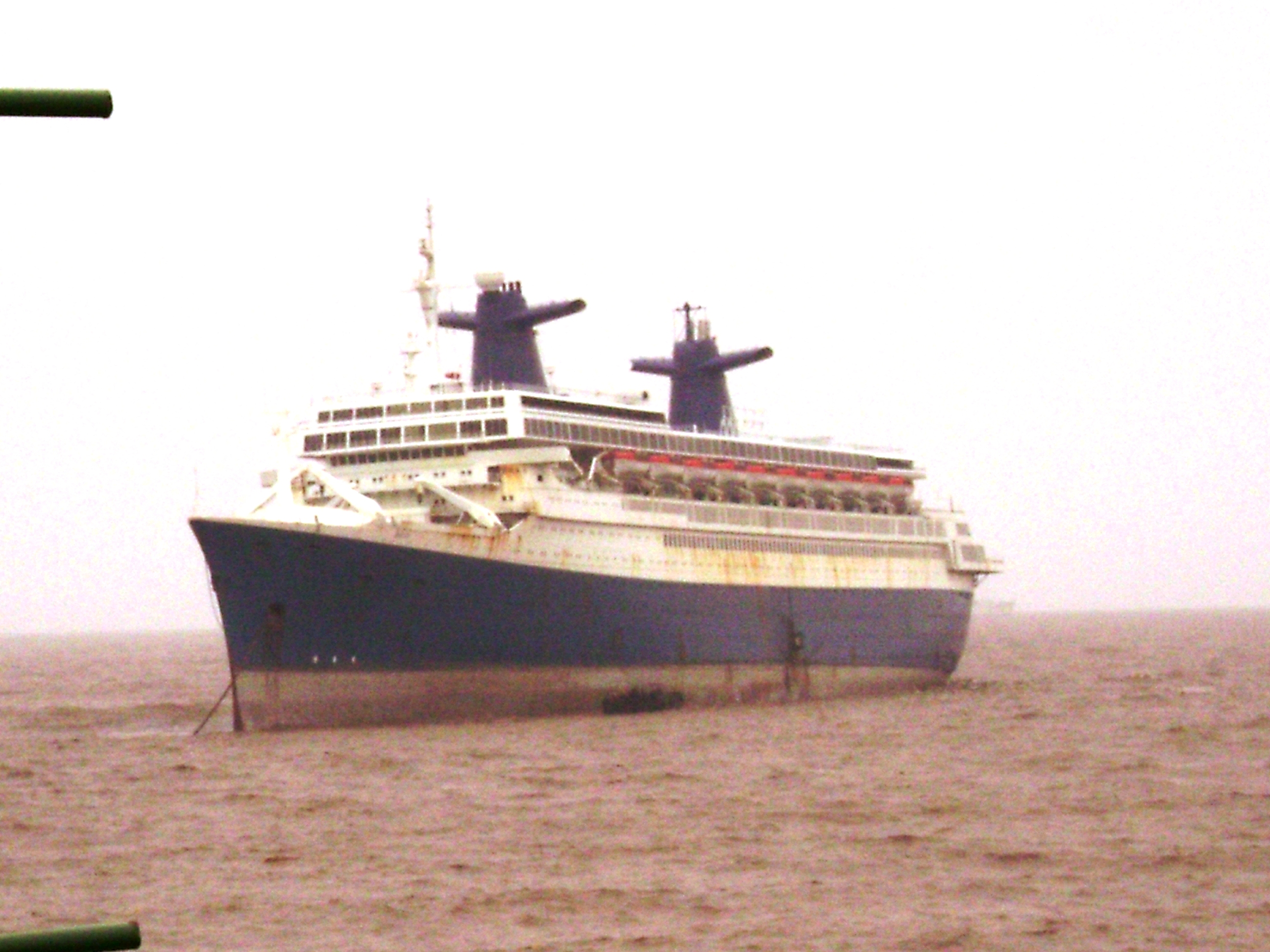
SS France ждет разборку в Аланге, август 2007 г.

## Инцидент с авианосцем «Клемансо»
В январе 2006 года на верфи Аланга должен был прибыть списанный французский авианосец «Клемансо», который предполагалось здесь утилизовать. Однако французский корабль, который строился в 1950-х годах, был сооружён с использованием вредных материалов: асбеста, свинца, ртути. 6 января 2006 года Верховный суд Индии запретил вход корабля в территориальные воды страны. В результате корабль был направлен для утилизации в Англию.

## Будущее
Правительства Японии и Гуджарата подписали соглашение о модернизации верфей Аланга. В Меморандуме говорится о передаче технологии и финансовой помощи со стороны Японии для модернизации процесса утилизации судов в Аланге в соответствии с международными стандартами. В соответствии с этим планом Япония рассмотрит экологические последствия утилизации судов в Аланге и разработает маркетинговую стратегию улучшающую технологическую и экологическую ситуацию. В рамках совместного проекта предполагается сделать верфи Аланга крупнейшими в мире, специализирующимися по утилизации судов и отвечающими всем требованиям Международной морской организации.

## Демография
По данным переписи 2001 года население Аланга составляло 18 464 человека. Мужчины составляют 82 % населения, а женщины 18 %. Аланг имеет средний уровень грамотности 62 %, что выше, чем в среднем по стране (59,5 %); грамотны 89 % мужчин и 11 % женщин. 7 % населения — дети в возрасте до 6 лет.

## В популярной культуре
- По дороге на Аланг[5], документальный фильм о пассажирских судах, сданных на слом в Аланге, снят Питером Кнего[6] в 2005 году.
- Разбиратели кораблей, документальный фильм о промышленности в Аланге, снят Майклом Котом.
- «Мировая война Z», роман Макса Брукса 2006 года, в котором Аланг описывается, как место, куда люди бегут от морской чумы зомби.

## АЭС Мити-Вирди
На расстоянии 3 километра (2 миль) к северу от пляжа, где происходит утилизация судов, предполагается построить атомную электростанцию Мити-Вирди с шестью реакторами общей мощностью 6 600 МВт. Эти планы сталкиваются с сильным противодействием со стороны местного населения. Это связано с тем, что на территории вокруг предлагаемой атомной станции выращивают манго.